# Frontenac Provincial Park
Frontenac Provincial Park är en park i Kanada.   Den ligger i provinsen Ontario, i den sydöstra delen av landet, 120 km sydväst om huvudstaden Ottawa. Frontenac Provincial Park ligger 166 meter över havet. Den ligger vid sjöarna  Big Salmon Lake Little Clear Lake och Little Salmon Lake.
Terrängen runt Frontenac Provincial Park är platt. Runt Frontenac Provincial Park är det glesbefolkat, med 18 invånare per kvadratkilometer.. Närmaste större samhälle är Westport, 17,9 km nordost om Frontenac Provincial Park. 
I omgivningarna runt Frontenac Provincial Park växer i huvudsak blandskog.